# Mnet選秀節目投票造假事件
Mnet選秀節目投票造假事件是韓國Mnet電視台的選秀節目《PRODUCE X 101》於2019年7月19日終映後，因可疑的得票數被懷疑投票造假，進而引發的一系列争议。此事件中，觀眾組成真相調查委員會，向檢察機關以妨礙公務和詐騙等嫌疑控告節目製作組，警方調查後懷疑《PRODUCE 101》系列全季造假。11月6日，製作人安俊英承認《PRODUCE X 101》和《PRODUCE 48》投票造假。11月14日，製作人安俊英再向警方坦承《PRODUCE》系列的一到四季部份投票結果造假。另外，節目《偶像學校》亦被爆出造假。

## 事件起因
選秀節目PRODUCE系列第四季《PRODUCE X 101》在2019年7月19日選出11名出道組成員组成X1。然而，節目公開的票數有多個詭異的巧合。首先，重複的票數差異。第1名的與第2名的票數差距、第3名與第4名的票數差距、第6名與第7名的票數差距、第7名與第8名的票數差距、第10名及第11名的票數差距均是「29,978」。其次，所有練習生的票數均是「7494.442」的倍數。而且，第20名的票數加上其他練習生的票數會得出另一位練習生的票數。
| 名次   | 票數      | 票數差距 | 7494.442的倍數 | 與第20名的票數之和 |
| ------ | --------- | -------- | -------------- | ------------------ |
| 1      | 1,334,011 | 29,978   | 178.00         | 不適用             |
| 2      | 1,304,033 | 224,833  | 174.00         | 不適用             |
| 3      | 1,079,200 | 29,978   | 144.00         | 不適用             |
| 4      | 1,049,222 | 119,911  | 140.00         | 1,334,011(第1名)   |
| 5      | 929,311   | 104,922  | 124.00         | 不適用             |
| 6      | 824,389   | 29,978   | 110.00         | 不適用             |
| 7      | 794,411   | 29,978   | 106.00         | 1,079,200(第3名)   |
| 8      | 764,433   | 7,494    | 102.00         | 1,049,222(第4名)   |
| 9      | 756,939   | 7,495    | 101.00         | 不適用             |
| 10     | 749,444   | 29,978   | 100.00         | 不適用             |
| 11     | 719,466   | 14,988   | 96.00          | 不適用             |
| 12     | 704,478   | 14,989   | 94.00          | 不適用             |
| 13 <X> | 689,489   | 14,989   | 92.00          | 不適用             |
| 14     | 674,500   | 119,911  | 90.00          | 不適用             |
| 15     | 554,589   | 74,945   | 74.00          | 不適用             |
| 16     | 479,644   | 7,494    | 64.00          | 764,433(第8名)     |
| 17     | 472,150   | 7,495    | 63.00          | 756,939(第9名)     |
| 18     | 464,655   | 104,922  | 62.00          | 749,444(第10名)    |
| 19     | 359,733   | 74944    | 48.00          | 不適用             |
| 20     | 284,789   | 不適用   | 38.00          | 不適用             |

## 事件發展

### 引發廣泛爭論 Mnet否認造假 警方介入調查
奇怪的票數差異令觀眾質疑投票造假，要求節目製作組解釋。大韓民國廣播通信委員會收到260多宗票數造假的投訴，引起律師、議員的關注。韓國建國大學法律系鄭然德教授指出票數差異顯然具有固定公式，製作組如果真的操縱結果的話會構成詐騙罪。決賽透過手機簡訊投票選出出道組成員，每條收取100韓元費用。節目將決定組合成員的權利給予國民製作人，並一直強調「請投票給您的少年」，造假會構成妨礙公務罪。韓國國會議員河泰慶向多位數學家查詢，20名練習生的票數均是同一個數字的倍數，這種結果的概率接近零。選秀節目的投票造假是就業欺詐和錄取舞弊，會給青少年種下錯誤的民主主義價值觀，促請相關部門徹查投票造假一事。韓國國會的國政監察也對投票造假事件展開多次討論。
7月22日，Mnet相關人士向媒體透露Mnet知道投票相關疑惑，確認過內部數據，完全沒有問題，也沒有造假。相同票數差距多次重複，節目組也感到很神奇，但實際票數的確是這樣，即使發表正式立場，疑惑也不會消失，所以不會回應爭議。7月24日，《PRODUCE X 101》節目方發表官方聲明，最終票數傳達出現錯誤，公開的票數是為驗證票數時以得票率來換算得票數的計算結果，並不是真正的得票數，但不影響最終排名。7月26日，Mnet 再次發表聲明，表示爭議爆發後，電視台著手進行內部調查，但由於外界認為內部調查可能有偏頗，因此將委託具有公信力的第三方機構進行調查，並會主動配合。7月27日Mnet 委託的首爾地方警察廳網路搜查隊手展開調查，在31日扣押相關物證。
8月1日，近300名觀眾組成《PRODUCE X 101》真相調查委員會，聘請律師正式向首爾中央地方檢察廳控告電視台Mnet、CJ E&M旗下的節目製作組、部分經紀公司涉詐騙及妨礙公務罪。8月5日，首爾地方警察廳指已全面展開調查，對製作組的辦公室及資料庫進行扣押搜查，收集網上投票及簡訊投票的數據。8月12日，警方對CJ E&M辦公室和《 PRODUCE 101》節目組工作人員的住宅等地進行了第二次扣押搜查。8月19日，警方表示，在節目組工作人員的手機中發現提到造假的錄音。錄音不僅涉及《PRODUCE X 101》的投票造假，還涉及前幾季PRODUCE系列節目的投票造假。

### 調查進展
8月21日，《PRODUCE X 101》真相調查委員會表示調查途中還掌握到《偶像學校》造假的情況。9月2日，警方表示對《ProduceX101》投票造假的調查已擴大到整個《Produce》系列，已掌握四季的投票數據進行分析。警方還懷疑Mnet其他選秀節目也有投票造假，將搜查範圍擴大到《Show Me The Money》， 《SUPER STAR K》等節目。9月17日，警方表示知道除了引發爭議的決賽簡訊投票外，第一及第二輪排名儀式的網路投票也涉嫌造假，所以掌握了網路投票的原始數據來進行調查。
9月2日，媒體報導《PRODUCE 48》的得票數也具有某種規則。票數差距出現重複的狀況，第9名與第10名的票數差距、第19名及第20名的票數差距均是「2,226」。票數差距也出現相同數字的倍數±1的規律，第1名與第2名，第10名與第11名，第14名與第15名，第17名與第18名之間的票數差均為2226的倍數+1。同時，第8名與第9名，第12名與第13名，第13名與第14名的票數差均是4007的倍數。另外，特定練習生之間的票數差減去特定練習生之間的票數差，結果出現了與其他練習生之間的票數差相同的數字。第8名與第9名的票數差減去第11名與第12名的票數差結果為2226，和第9名與10名，第19名與第20名的票數差相同。
10月1日，首爾地方警察廳的智慧搜查隊前往3家經紀公司Woollim娛樂、MBK娛樂及STARSHIP娛樂進行搜查。網路調查隊透露，被淘汰的練習生中有2至3人本應是出道組。 警方表示這樣的排名變動已經顯示當時的投票有造假的情況，警方也已經以涉嫌妨礙公務對負責PD等人立案。 另外會調查節目組和練習生所屬經紀公司間是否有金錢交易。10月2日，韓媒表示除了扣押以上3家公司，警方還找到《PRODUCE 48》節目組當時有介入投票過程的證據，故同時對《PRODUCE 48》成員的公司進行搜索調查。10月16日，警方表示正在調查節目PD等相關人士的銀行帳戶。
10月15日，MBC時事節目《PD手册》以「CJ與造假選秀」爲題報導《PRODUCE X 101》投票造假事件。《PRODUCE X 101》參賽者表示，本來練習生們已經投票選出主題曲Center，但在表演前突然宣佈由國民製作人投票選出。製作組會向作曲家干涉練習生的歌曲份量分配。製作組提前透露比賽歌曲給STARSHIP娛樂練習生，讓他們提早練習比賽歌曲。Woollim娛樂的練習生在決賽前向其他參賽者透露知道自己不會被選上，公司職員聲稱公司只有一個名額，只能讓另一位練習生進入出道組。《PRODUCE X 101》工作人員表示直播有一個可以監控簡訊投票數的控制室，但負責投票數的PD在其他地方獨自統計票數，用手機照相的方式通報最終排名和得票數給字幕組，還要求並檢查收到照片的人將照片全部刪除。

### 立案調查 正式起訴
警方對CJ ENM製作導演安俊英、執行製作金英範、李姓節目導演、STARSHIP娛樂金姓副總裁等人提出限制出境及申請逮捕令。11月5日，法官考慮到安俊英和金英範於此案中的角色，判定二人的逮捕令有效；考慮到李姓PD與金姓副總裁已普遍承認罪刑，撤銷二人的逮捕令。11月6日，製作人安俊英承認《PRODUCE X 101》和《PRODUCE 48》投票造假，否認了2016年《PRODUCE 101》和2017年《PRODUCE 101 第二季》的造假嫌疑。安俊英透露從2018年尾開始，接受了各個演藝企劃社所提供超過40次的接待，估計每次的接待金額超過數百萬韓元，總金額超過一億韓元。11月8日，製作組承認在決賽投票開始之前已經定好了前20名的排名順序。
11月12日，警方表示已對CJ E&M副社長申某及事務所相關人士等十多人進行立案調查，已於11月5日扣押搜查申某的辦公室，查獲了硬碟等與《Produce》系列選秀相關的資料。11月14日，警方透露《PRODUCE 101》系列第一季和第二季的最終結果和觀眾投票資料之間存在差異，安俊英也承認了二季部分的造假嫌疑。
11月26日，由《Produce 48》觀眾組成真相調查委員會委託法定代理人向首爾中央地方檢察廳，以詐欺嫌疑向節目組與經紀公司的相關人士等提起告訴，另外也以業務妨礙、背信收受財物的嫌疑進行告發。
12月5日，首爾中央地方檢察院的起訴書指製作組在決賽前已經內定IZ*ONE和X1的全部成員。而第二季出身的Wanna One中也有一名原本不在top11的成員進入了出道組。而製作組亦涉嫌於第一、二、四季決賽前淘汰中，造假個別練習生晉級。娛樂公司在2018年1月至2019年7月，在江南的遊樂會所向製作組招待酒局，光喝酒總共就花了4683萬韓幣。12月6日，媒體曝出向制作組提供招待包括Starship娛樂、Woollim娛樂、8D Creative、Around US娛樂。8D CREATIVE否認提供招待並表示遭起訴的柳姓職員已離職，於其他公司中於第四季《PRODUCE X 101》提供招待而接受調查，與8D沒有關係。Around US娛樂表示職員曾请安俊英PD喝酒但并沒有提出不正當請求。
12月20日，首爾中央地方法院召開準備庭，就妨礙業務、詐欺等控罪，整理控辯雙方的證據和爭議點，並安排選定正式開庭審理的日子。八名被告人，包括安俊英等三位節目製作人員及五位經紀公司職員均未出席，只有檢控方與被告代表律師到場。根據檢控方透露，安俊英和金英範已承認大部分嫌疑。

### CJ道歉 X1解散 IZ*ONE重啟活動
12月30日，CJ許敏回代表在首爾麻浦區舉辦的記者會正式道歉。許敏回指雖然無法完全彌補這麼大的過失，但為了將傷害減到最低，會盡力補救。對於因為造假而受到影響的練習生，除了金錢方面的補償，也會對今後的活動作出實質的支援。CJ將放棄通過節目而得到的300億韓元，把這筆基金交給其他機關，幫助音樂產業的發展。另外，將全力支援IZ*ONE、X1重啟活動相關事項。綜合考慮成員們的心情負擔和粉絲們支持活動重啟意見，會為持續協商，爭取早日展開活動。同時會全部放棄通過兩個組合之後活動獲得的收益，具體被害補償也在討論。這次事件是CJ的錯誤，不是出道藝人或者練習生個人的錯。懇請共同保護，不要再有受害者。
2020年1月6日X1宣布解散，CJ E&M 表示雖然為了活動重啟做出了努力，但仍尊重經紀公司決定 X1 解散的立場。1月23日，Mnet 宣布與IZ*ONE 成員們的經紀公司討論後，尊重成員與粉絲們期望 IZ*ONE 活動能正常化的意見，因此決定重啟活動。

### 一審結果、放通審委員會判決結果
3月23日，檢察官以被告的通聯紀錄、參與酒局等情事為證據，指兩人有接受不當委託。被告承認參加酒局，但並未在酒局中接受不當委託。主張因為有關節目成功與否、收視率表現的壓力才造假。4月7日，參與了第四季《Produce X 101》的作家和安俊英好友兼《Produce X 101》參賽者所屬的公司代表出席擔任被告證人。作家指證編舞家不慎外流任務歌曲。安俊英並未以製作人身份偏袒摯友的旗下練習生，否認偏袒特定練習生。
5月12日，投票造假案進行了最終裁判，檢方對安俊英和金英範各求刑有期徒刑3年，對輔助PD李某求刑2年，對5名經紀公司職員各求刑1年。檢方表示雖然被告人宣稱不是追求個人利益，但以極其個人的想法調整出道成員，無異將節目視為私有物品，將觀眾當做陪襯。觀眾為憑藉努力和實力的練習生進行應援，與練習生經紀公司背景無關也可以成功出道。觀眾因為公正性而獲得了代理滿足感，這正正是《Produce》系列大受歡迎的原因。當得知節目造假后，觀眾受到背叛，懷疑這世界的公正理念。 
5月29日，一審中安俊英詐騙罪成判處有期徒刑兩年和追加罰款3700多萬韓元，金英範亦判監1年8個月，其他涉案者包括節目輔助PD及經紀公司職員等，分別罰款500萬至700萬韓元。
9月14日，放送通信審議委員會依照《廣播法施行令》中規定的基準金額的2千萬韓元中，再追加罰款，《Produce》系列4個節目被各罰3千萬韓元。委員會也特別表示節目電視台在長達4年的時間內完全沒有做到監督的角色，是個非常嚴重的問題，必須透過更嚴格的機制，來杜絕造假的行為。

### 上訴、二審結果
一審調查結果認為，第三、四季適用業務妨害和詐騙嫌疑，第二季則不適用詐騙嫌疑，只對一名成員的排名進行了修改，難以看做是以牟利為目的的詐騙罪。《Produce 101》真相規明委員會以調查不徹底為由提出抗訴，法庭4月下令檢方重啓針對《PRODUCE 101 第二季》的調查，尤其是查清第二季中的騙取錢財相關聯的詐騙罪是否成立，即「明明沒有公正選拔成員的意圖，卻欺瞞觀眾並誘導參加付費投票，從而騙取收益」。調查結果於6月17日公佈，檢察廳認為，與第三、四季不同，第二季中因金英範造假只涉及最終20強中的一位練習生，短訊收益的金額差距不足以构成欺詐，因此決定不予起訴。
安俊英、金勇範等人不服一審判決結果而上訴，被告承認造假，但反駁詐欺指控，請求法官減刑。主張造假不是獲取個人利益，而是為了讓自己負責的節目更為圓滿11月18日，首爾高等法院刑事1部对案件进行二审，判決駁回了安俊英，金勇範的上訴，維持了一審判決。同時，法院还公布了造假的受害练习生名单共12人，但因“造假被提升排名的练习生虽然获得好处，但本人并不了解这一情况。排名造假是经纪公司的决定”，而没有公开造假的受惠练习生。Mnet電視臺相關負責人表示部分受害訓練生已經獲得了賠償，而部分受害訓練生依然與Mnet電視臺商討賠償措施。
另外，金英範抗辯時宣稱《Produce 101》第二季被移出出道組的練習生A在最終直播前表達了「不願出道」的意願。《Produce 101》第二季出道組受害者姜東昊所屬公司Pledis娛樂否認自願被淘汰的謠言，並坦言沒有收到來自Mnet的相關補償措施或提案討論。在聲明中，Pledis娛樂指称，姜東昊在比賽期間患上焦慮症，一邊吃著精神安定劑一邊參與節目。姜東昊曾表示「即使我現在落選也沒有遺憾。」被安俊英扭曲成練習生想被淘汰，所以才改變了排名。

## 調查結果

### 起訴內容
8位嫌疑人遭起訴，其中有3名是包含安俊英在內的製作團隊，以及4名分別來自Starship娛樂、Woollim娛樂、Around US娛樂的職員。另有1名前8D Creative職員，其在8D Creative時曾擔任專輯PR業務，但已經離職並設立自己的企劃公司Enfant terrible，並因為其所屬練習生出演ProduceX101而接受了調查，跟8D Creative無關。製作團隊承認大部份案情為事實，但稱其行為出於正當動機，否認有犯罪意圖。
| 姓名   | 職位                                        | 罪名                                                                | 參與季數 | 行为             |
| ------ | ------------------------------------------- | ------------------------------------------------------------------- | -------- | ---------------- |
| 金英範 | CJ ENM CP                                   | 詐騙、妨礙公務                                                      | 2、4     | 造假             |
| 安俊英 | CJ ENM PD                                   | 詐騙、妨礙公務、瀆職受賄、 違反禁止不正當請託及禁品等收受的相關法律 | 1、4     | 造假             |
| 李某   | CJ ENM 輔助PD                               | 詐騙、妨礙公務                                                      | 3、4     | 造假             |
| 金某   | Starship代表                                | 違反禁止不正當請託及禁品等收受的相關法律                            | 4        | 向制作組提供招待 |
| 金某   | Starship副社長                              | 違反禁止不正當請託及禁品等收受的相關法律                            | 4        | 向制作組提供招待 |
| 李某   | Woollim職員 （2018年1月至2019年6月）        | 違反禁止不正當請託及禁品等收受的相關法律                            | 3        | 向制作組提供招待 |
| 金某   | Around US職員                               | 違反禁止不正當請託及禁品等收受的相關法律                            | 4        | 向制作組提供招待 |
| 柳某   | 8D creative前職員 （2017年7月至2018年10月） | 違反禁止不正當請託及禁品等收受的相關法律                            | 4        | 向制作組提供招待 |
| 柳某   | Enfant Terrible代表                         | 違反禁止不正當請託及禁品等收受的相關法律                            | 4        | 向制作組提供招待 |

### 更改排名具體過程

#### 第一季《PRODUCE 101》
安俊英承認於2016年2月12日播出的第一次排名儀式中，淘汰了兩位前61名晉級位置內的練習生，替換成另外兩位練習生。
韓國傳媒稱根據首爾中央地方檢察廳的不起訴理由書，4月1日決賽中負責投票結果的CP韓東哲及主作家朴某被指涉嫌造假，令有一位原先屬於出道組I.O.I的練習生遭到替換。但實際上韓東哲及朴某目前只是以證人身份作供，沒有任何人因此被拘捕及起訴。
案件二审公布第一次排名儀式中的受害练习生包括金秀贤及徐慧仁。

#### 第二季《PRODUCE 101》
安俊英供認於2017年5月5日播出的第一次排名儀式修改網路和現場觀眾投票結果，替換了一位前60名晉級的練習生。
金英範承認在6月16日決賽直播期間修改網路投票和直播簡訊投票結果，將原本在TOP 11內的一位練習生踢出並最終淘汰，將原本不在TOP 11內的一位練習生放進出道組。
案件二审公布的第一次排名儀式受害练习生為成贤宇、決賽受害者為姜東昊。

#### 第三季《PRODUCE 48》
金英範和安俊英聲稱部份練習生不希望包含在出道組合內，所以在2018年8月31日觀眾決賽投票前就从最终轮的20名练习生中內定了出道組IZ*ONE全部12位成員，並隨意決定排名。
2020年11月18日，案件二审公布的受害练习生包括李佳恩（原为第5名）及韓霄瑗（原为第6名）。

#### 第四季《PRODUCE X 101》
他們也承認偽造2019年5月30日首次淘汰賽的觀眾網路投票和現場投票，將一位原先位於前60名可以入選的練習生淘汰，替換成其他人選；在7月12日第三次排名儀式時，也以同樣手法調換兩位應為前20名晉級的練習生。
在7月19日最終回前，選定出道組X1全部11名成員和排名。案件二审公布首次淘汰賽受害练习生為Timothee。第三次排名儀式的受害者包括金國憲、李津宇。決賽受害者包括具廷謨（原为第6名）、李鎭赫（原为第7名）及琴洞弦（原为第8名）。

## 相關事件

### PRODUCE 101第二季出道名單錯誤爭議
PRODUCE 101 第二季節目組在決賽後於官方社交媒體上傳出道名單，但其中3人與直播中公布的人選不同。社交媒體上的圖片中的姜東昊（白虎）、金Samuel和金鍾炫（JR），取代了直播中公布的金在煥、尹智聖與河成雲，引爆造假的懷疑。節目隨即道歉，指誤傳的內容是為了製作樣版的圖片。

### 偶像學校造假爭議
《偶像學校》播映時，參賽者李海印的粉絲就曾因票數異常提出質疑，表示收到了超過5000個投票認證，節目中公開的得票數卻只有2700多票，最後則因沒有其他確實的證據而不了了之。隨著 PRODUCE X 101投票造假風波，偶像學校真相調查委員會在9月6日向首爾地方警察廳以詐騙嫌疑起訴了《偶像學校》製作組。
2019年10月15日，MBC時事節目《PD手册》也揭露出《偶像學校》的不公正內幕。
李海印指開大部分出演者都沒有參加3000人的海選，本來節目組告訴她不用參加海選，但在海選前一天要求她出席。李海印在某次競賽分組時，每位老師都稱讚她的表現，但私下向她道歉，告訴她不合格的結果早就內定了。落選《偶像學校》後，CJ ENM表示登上熱搜的李海印才是大眾心中的第一名，會為她打造一個團體。

## 影響

### X1
雖然警方還在調查造假案件，但《PRODUCE X 101》出道組 X1 按照原訂計劃出道，引起不少爭議。大眾認為製作組與經紀公司不應該在案件還沒調查清楚前，就強行讓X1出道，也有人開始質疑製作組與經紀公司讓X1強行趕快出道的原因。《PRODUCE X 101》真相調查委員更表示會尋找法律措施阻止X1出道。
雖然X1最終如期出道，但大部份廣告、贊助的討論都處於中斷狀態。即使X1完成廣告拍攝，但經紀公司決定自行限制商業活動，因此放棄代言。 X1也無法登上地上波電視台的綜藝節目和音樂節目如《音樂銀行》、《Show! 音樂中心》、《人氣歌謠》表演。
節目製作人安俊英於11月6日承認投票造假後，公司表示行程不會受到影響，X1按預定參加10日在曼谷舉辦的《K-POP Festival》。但Mnet在活動前一天公佈X1取消出演16日舉行的2019 VLIVE AWARDS V HEARTBEAT，也表示目前沒有計劃參加任何活動。
2020年1月6日，SWING娛樂發表官方聲明，經過與各經紀公司的討論後，無法達成最終活動協議，決定X1將解散。

### IZ*ONE
《PRODUCE48》出道組IZ*ONE原訂於2019年11月11日以正規一輯《BLOOM*IZ》在韩国回歸。11月6日，製作人安俊英承認《PRODUCE48》投票造假，IZ*ONE全部12名成員皆由节目组自最终轮20名练习生中內定選出。隔日，經紀公司Off The Record娛樂表示在慎重考量觀眾和粉絲的意見後，決定將回歸延期。韓國綜藝節目《Idol Room》、《我的小電視2》、《驚人的星期六》都因投票造假一事而取消播出或剪輯掉IZ*ONE成員的部分。另外不少IZ*ONE代言的宣傳照也紛紛被下架。原定于15日在韩日同步上映的IZ*ONE首次單獨演唱會的紀錄片「EYES ON ME : The Movie」在日本取消上映，而韓國的上映行程也宣告延期。12月初舉行的第三張日文單曲《Vampire》發行活動也延後舉行。
2020年1月6日，OFF THE RECORD發表聲明，各成員所屬經紀公司已達成IZ*ONE未來活動計劃協議，組合將繼續活動。

### Mnet選秀節目
2019年11月7日，Mnet電視台表示今後本台的所有選秀節目都會有監票人。最近播出的《Queendom》和《Show me the money》在決賽投票階段採用了監票人制度，邀請觀衆擔任監票人，取得了良好的效果，Mnet電視台今後將在所有節目中採用監票人制度以確保選秀公平公正。